# Герчунофф, Альберто
Альберто Герчунофф (исп. Alberto Gerchunoff; 1 января 1883 — 2 марта 1950) — аргентинский писатель, журналист, сценарист, один из организаторов аргентинского Еврейского общества.

## Биография
Родился в Проскурове Подольской губернии.
Его семья в 1889 году эмигрировала в «столицу» еврейских сельскохозяйственных поселений в Аргентине — городок (колонию) Моисесвилль в провинции Санта-Фе, основанный 23 октября 1889 г. выходцами из России. Его отец трагически погиб — был убит гаучо 12 февраля 1891 года. Через несколько месяцев семья переехала в колонию Рахиль (Rajil), основанную филантропом, австрийским бароном Морисом де Гиршем, как убежище для евреев, бежавших от погромов в Европе. Позже Альберто Герчунофф проживал в Буэнос-Айресе.
А. Герчунофф работал, главным образом, в качестве журналиста ведущей газеты Аргентины «Ла Насьон» (исп. La Nación), он также написал много известных романов и книг о жизни евреев в Латинской Америке, в том числе, «Еврейские гаучо в пампасах» (ISBN 0-8263-1767-7), которую экранизировал в 1975 году Хуан Хосе Хусид.

## Признание
Почётная премия Союза писателей Аргентины (1952, посмертно).